# Trejo (Guanajuato)
Trejo es una localidad del estado mexicano de Guanajuato. Es parte del municipio de Silao de la Victoria.

## Demografía
| Gráfica de evolución demográfica |
|                                  |

| Censo | Población |
| ----- | --------- |
| 1940  | 254       |
| 1950  | 738       |
| 1960  | 1 040     |
| 1970  | 1 394     |
| 1980  | 1 792     |
| 1990  | 1 922     |
| 2000  | 1 608     |
| 2010  | 1 493     |
| 2020  | 1 537     |